# Petrikirche (Quadrath-Ichendorf)

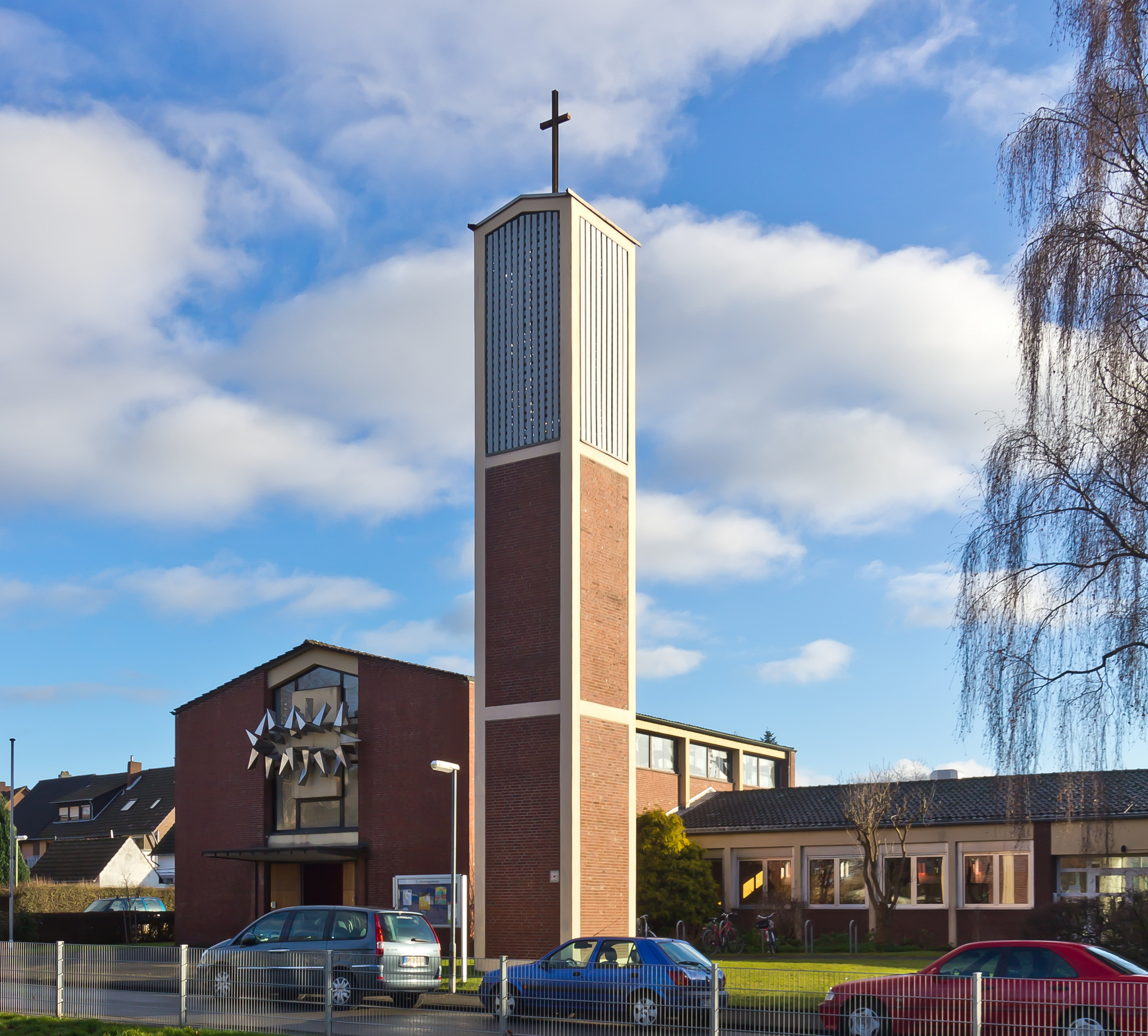
Ansicht der Petrikirche von Südwesten

Die  evangelische Petrikirche befindet sich in der Lutherstraße im Stadtteil Quadrath-Ichendorf in der Kreisstadt Bergheim im Rhein-Erft-Kreis. Sie ist eins von drei Kirchengebäuden der Evangelischen Trinitatis-Kirchengemeinde an der Erft im Kirchenkreis Köln-Nord der Evangelischen Kirche im Rheinland.
Die Petrikirche wurde in den Jahren 1968 bis 1969 vom Bedburger Architekten Karl Sander geplant und gebaut. Der Entwurf für die Verglasung stammt vom Kölner Künstler Rudolf Alfons Scholl und die Orgel wurde von Willi Peter aus Köln gebaut und aufgestellt.

## Geschichte
Die evangelische Gemeinde Quadrath-Ichendorf ist eine junge Gemeinde in der Diaspora des katholischen Niederrheins. Erste evangelische Kirche im damals Jülischen Gebiet war die Gemeinde in Kirchherten mit ihrer einfachen Hauskirche. Ihr erster „Ableger“ war 1853 die Vikariatsgemeinde Kerpen-Bergheim, die aber nicht lange Bestand hatte. Erst die Gründung der Zuckerfabrik von Pfeifer & Langen in Elsdorf brachte hier Zuwachs und führte zur Gründung der Vikariatsgemeinde Elsdorf, die bald darauf in Elsdorf-Bergheim umbenannt wurde. Für diese wurde in Zieverich 1883 ein Bethaus gebaut, das dann wiederum mit Hilfe der Zuckerfabrik für die seit 1893 selbständige, aber pfarramtlich mit Kirchherten verbundene Gemeinde durch eine Kirche mit Pfarrhaus (1893–1895) für die Ev. Gemeinde Zieverich ersetzt wurde. Zieverich bekam 1903 eine eigene Pfarrstelle und wurde damit völlig selbständig. 1958/59 wurde im Gemeindebezirk Quadrath-Ichendorf ein Betsaal gebaut.
Bis 1965 gehörten die evangelischen Einwohner von Quadrath-Ichendorf zur Kirchengemeinde Bergheim-Zieverich. Danach erhielt Quadrath-Ichendorf den Rang einer eigenständigen Kirchengemeinde. Vorerst wurden die Gottesdienste in dem Raum, der heute als Gemeindesaal genutzt wird, abgehalten. Ein Vorentwurf des Architekten Karl Sander zum Bau der Kirche und eines Glockenturms wurde mit leichten Änderungen 1968 vom Presbyterium akzeptiert, so dass im September desselben Jahres mit dem Bau begonnen werden konnte. Am 7. Dezember 1969 wurde die Kirche eingeweiht.
Nach einer Ausschreibung mit sechs Künstlern für Fenstergestaltung wurden schließlich die Entwürfe des Künstlers Rudolf Alfons Scholl für Altar- und Seitenfenster umgesetzt. Die großen Altarfenster zeigen den Fischzug des Apostels Petrus, welcher im Anschluss auch namensgebend für die Kirche als Petrikirche wurde (nach Lukas 5,1-11  und Johannes 21,1-14 ). Vier Jahre später, im Oktober 1973, wurde eine Orgel des Orgelbauers Willi Peter aus Köln auf der Empore ergänzt.
Wegen Schäden durch Witterungseinflüsse wurde das Betonskelett erstmals 1987 umfassend saniert; das Großfenster ist seit 1996 durch eine Außenverglasung geschützt.
Zum 1. Januar 2021 fusionierte die Kirchengemeinde Quadrath-Ichendorf wieder mit der Muttergemeinde Zieverich (incl.  Bergheim und Elsdorf).

## Lage im Ort
Die Petrikirche befindet sich in der Lutherstraße 27 in Quadrath-Ichendorf und damit in der Nachbarschaft des Tierparks Lutherstraße. Durch die Lage der geosteten Kirche und des Gemeindezentrums am Park in einem Wohnviertel zwischen den zusammengewachsenen Ortsteilen bildet der Gebäudekomplex einen „städtebaulichen Fixpunkt“, obwohl er von drei Seiten von Straßen umgeben ist. Der vorgerückte Kirchturm bildet ein „religiöses und städtebauliches Zentrum“.

## Architektur und Ausstattung

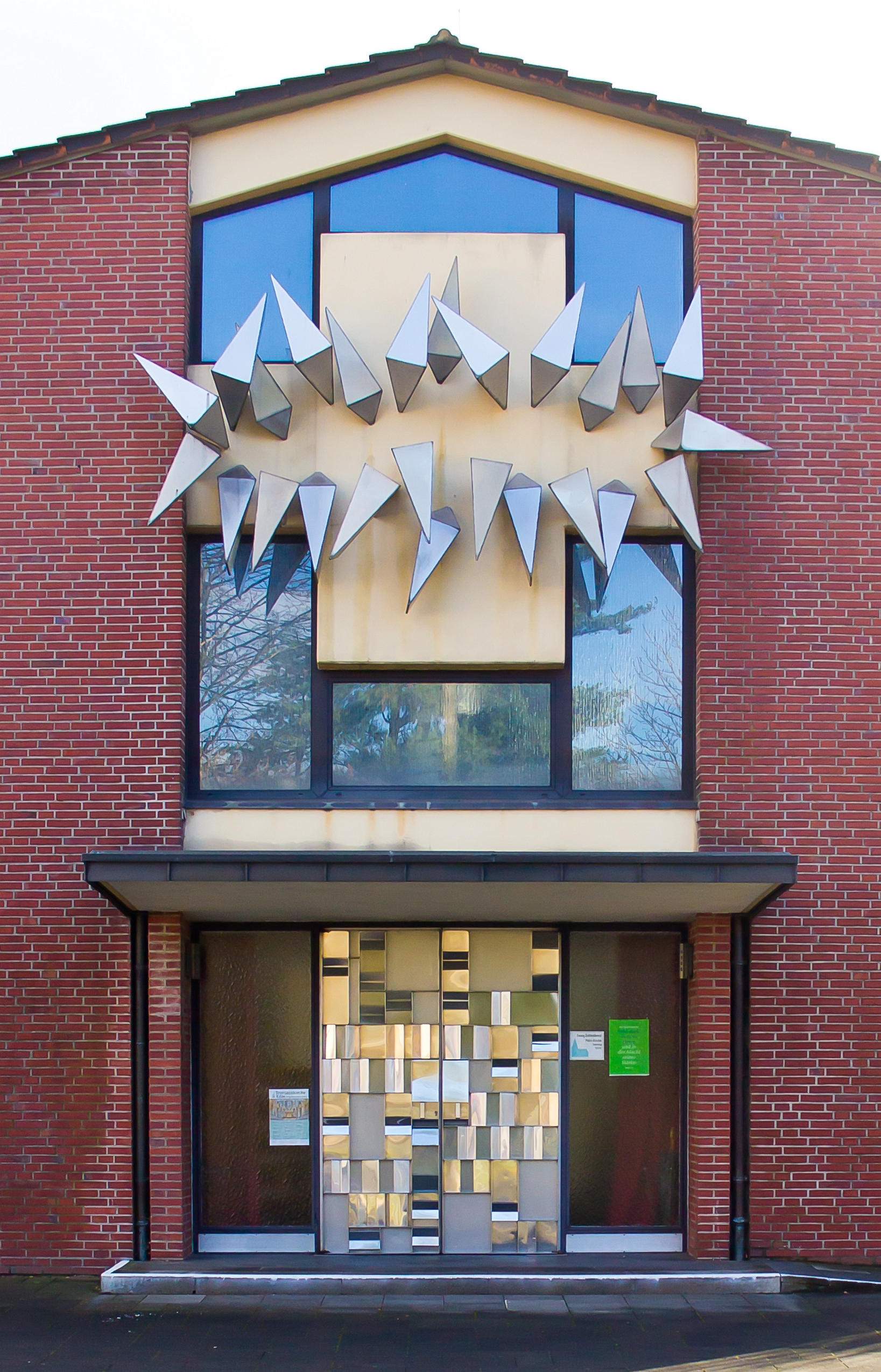
Stilisierte Dornenkrone und Portal aus Edelstahl. Hinter der Dornenkrone das in die Fassade eingearbeitete Betonkreuz

Die Kirche ist als schlichte Saalkirche mit flachem Satteldach konzipiert, deren Ziegelwände ein weißes, vor Ort gefertigtes Betonskelett ausfüllen. Auffällig ist jedoch die westliche Stirnseite, an der über dem Eingang eine überdimensionale stilisierte Dornenkrone aus rostfreiem Stahl an einem in die Fassade eingearbeiteten Betonkreuz angebracht ist. Sie korrespondiert mit der im Innenraum gegenüberliegenden Doppelkrone auf dem Altarkreuz. An der südlichen Längsseite zieht sich am oberen Rand ein verglastes Lichtband entlang; die Nordseite ist zur Altarseite hin großflächig mit dem Scholl-Fenster mit dem Fischzug-Motiv verglast. Über dem Eingangsbereich im Westen befindet sich die Orgelempore. An die Südseite schließt sich quer zum Kirchenbau ein flacher, mit Satteldach versehener Betonskelettbau als Gemeindehaus an, der durch Schiebetüren mit dem Kirchenraum verbunden werden kann. 
Der separate Glockenturm in Form eines italienischen Campanile steht leicht abgesetzt an der südwestlichen Seite der Kirche. Zwei seiner drei durch ein Betonständerwerk gebildeten Etagen sind mit Ziegeln gefüllt; der Glockenstuhl in der dritten Etage ist weiß verkleidet. Seinen Abschluss bildet ein Kreuz.
Das Portal ist ebenso wie die darüberliegende Dornenkrone aus Stahl gefertigt und bildet ein kräftiges Relief. Der Innenraum der Kirche ist weiß verputzt, nur an der Nordseite treten die Betonständer hervor, die sich – im Innenraum dunkelgrau – über die holzverkleidete Decke hinwegziehen. Der Eingangsbereich unterhalb der Empore bildet einen kleinen Vorraum. Das Gebäude ist für seine gute Akustik bekannt.

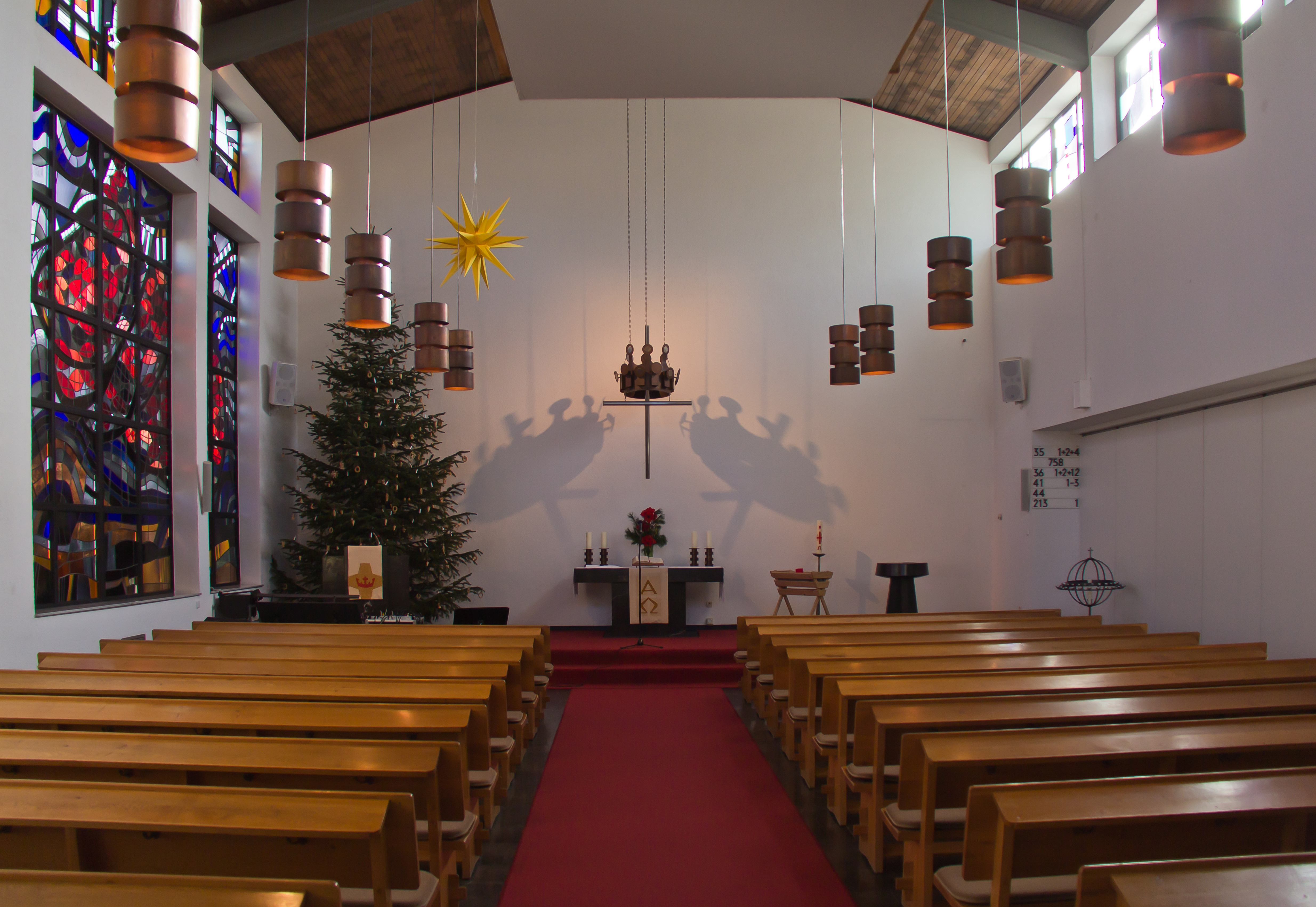
Innenansicht mit Glaskunst-Fenster Petri Fischzug

Die Innengestaltung des Raums richtet sich auf die Altarzone, indem die Holzverkleidung der Decke in Längsrichtung verlegt ist, aber auch durch die dominanten, eine Mittelgasse bildenden Leuchten, die aus dem gleichen Material bestehen wie die Doppelkrone auf dem stählernen Altarkreuz, die Dornenkrone und „Herrscherkrone“ vereint und so den Gegenpol zu der Dornenkrone an der äußeren Stirnseite bildet. Ambo und Altartisch sind aus schwarzem Marmor gefertigt.